# Kyree King
Kyree King (Inglewood, 9 de julio de 1994) es un deportista estadounidense que compite en atletismo, especialista en las carreras de velocidad.
Ganó dos medallas en los Relevos Mundiales, en los años 2024 y 2025, ambas en la prueba de 4 × 100 m.

## Palmarés internacional
| Relevos Mundiales | Relevos Mundiales | Relevos Mundiales | Relevos Mundiales |
| Año               | Lugar             | Medalla           | Prueba            |
| ----------------- | ----------------- | ----------------- | ----------------- |
| 2024              | Nasáu (Bahamas)   | Medalla de oro    | 4 × 100 m         |
| 2025              | Cantón (China)    | Medalla de plata  | 4 × 100 m         |